# 本田洋一郎 (作曲家)
本田 洋一郎（ほんだ よういちろう、男性、1964年9月30日 - ）は、日本の作曲家、編曲家、大学講師。東京都出身。国立音楽大学卒業。血液型はB型。

## 概要
国立音楽大学在学中からプレイヤーとしてプロ活動し、卒業後大木トオルの下でニューヨークの音楽家、ゴードン・エドワーズ、コーネル・デュプリーらとレコーディングを重ね多大な影響を受ける。その後、作・編曲へ主軸を移しテレビのOP、ED、劇伴、CD、テーマパーク等の多くの作品を手がけ、その功績からビクターエンタテインメントでディレクターとして採用された経験をもつ。現在はフリーの作編曲家として子供向けの音楽制作に多く関わり、NHK「おかあさんといっしょ」音楽担当、『ももいろクローバーZ』Hulu番組「ぐーちょきぱーてぃー」（番組内名称『ももくろちゃんZ』）作編曲担当、キングレコードでのCD作編曲担当などで年間100曲以上を手がける。また同時に尚美学園大学において15年間、音楽表現学科、音楽応用学科において講義をもった経験（詳細後述）を生かし、CD制作において若手のクリエイターを起用するなど、後進の指導にも携っている。編曲した楽曲の総数は2000曲以上に達する。

## 大学講師
尚美学園大学において作編曲分野を担当。受講生のレベルに合わせてきめ細やかな指導を行う。「実技レッスン」「基礎演習」「楽器法」「作品分析」「コード進行法」「総合演習（作曲）」などで講義をとる。受講生からの評価はとても高く、規定上限コマ数の限界12コマまで担当した。（〜2016年度）

## 主な作編曲

### テレビ
- NHK教育『おかあさんといっしょ』（作・編曲）
- NHK
  - 『くらべてみれば』オープニング・エンディング（作曲）
  - 『NHKスペシャル』オープニング[（作曲）
- テレビ朝日
  - 『仮面ライダー剣』主人公テーマ（作・編曲）エイベックス
  - 『祝!(ハピ☆ラキ)ビックリマン』劇伴（作・編曲）
- テレビ東京
  - 『ふしぎ星の☆ふたご姫 Gyu!』オープニング（作・編曲）
  - 『ふしぎ星の☆ふたご姫』オープニング（作曲）

### CD
- 1999年9月21日 『Sweet Soul Music』  大木トオル インディペンデントレーベル
- 1999年9月22日 『ベスト・オブ・大木トオル・スペシャル』  大木トオル ソニー・ミュージックレコーズ
- 2000年6月21日 『Heartful Soul In New York』  キム・ヨンジャ 日本クラウン
- 2002年3月6日 『SWEET HOME TOWN』  大木トオル avex io
- 2003年5月28日 『Soulful』  大木トオル avex io
- 2004年4月21日 『仮面ライダー剣ブックCD』  相川七瀬,剣崎一真(椿隆之),白井虎太郎(竹財輝之助),Ricky avex trax
- 2004年11月24日 『美しき日々〜あなたの後ろで』  SALA テイチクエンタテインメント
- 2005年1月13日 『仮面ライダー剣THE LAST CARD COMPLETE DECK』   avex trax
- 2005年4月27日 『プリンセスはあきらめない』ふしぎ星の☆ふたご姫OP  FLIP FLAP インターチャネル
- 2005年8月3日 『プリンセスコレクション★レイン』  ふしぎ星の☆ふたご姫 インターチャネル
- 2005年8月24日 『ふしぎ星の☆ふたご姫オリジナルサウンドトラック』 ふしぎ星の☆おんがく会  インターチャネル
- 2005年11月23日 『ふしぎ星の☆ふたご姫 クリスマスアルバム』 「ふしぎ星の☆クリスマス」 [Limited Edition]  インターチャネル
- 2006年1月27日 『NHKおかあさんといっしょ 弘道・きよこのあそびだいすき!』  佐藤弘道・きよこ ポニーキャニオン
- 2006年2月8日 『ふしぎ星の☆ふたご姫オリジナルサウンドトラック』 ふしぎ星の☆おんがく会   インターチャネル
- 2006年2月22日 『ふしぎ星の☆ベストアルバム』ふしぎ星の☆ふたご姫   インターチャネル
- 2006年2月24日 『NHKおかあさんといっしょ ファミリーコンサート』 ドキドキ!!みんなの宇宙旅行  ポニーキャニオン
- 2006年4月26日 『キミのアシタ』ふしぎ星の☆ふたご姫 Gyu!OP  FLIP-FLAP インデックス ミュージック
- 2006年6月7日 『NHKおかあさんといっしょスペシャルぐーチョコランタンとゆかいな仲間たち』 みんなであそぼ!不思議な不思議なワンダーランド 佐藤弘道・きよこ ポニーキャニオン
- 2006年9月21日 『たにぞうのおやこでぽっかぽかあそびうた』  たにぞう KING RECORDS
- 2006年9月27日 『EYE CONTACT』 〜名犬チロリに捧ぐ〜 大木トオル Dreamusic
- 2006年10月4日 『ふしぎ星の☆ふたご姫 Gyu!オリジナルサウンドトラック』 ミュージックレッスン インデックス ミュージック
- 2007年1月17日 『NHKおかあさんといっしょ弘道・きよこのあそびうただいすき!』  佐藤弘道・きよこ ポニーキャニオン
- 2007年2月28日 『ベスト!ふしぎ星の☆ふたご姫 Gyu!ミュージックレッスン卒業スペシャル』   インデックス ミュージック
- 2007年4月1日 『ひろみち&たにぞうの みんなの運動会!』  佐藤弘道・たにぞう KING RECORDS
- 2007年7月4日 『祝!(ハピ☆ラキ)ビックリマン』 オリジナルサウンドトラック  日本コロムビア
- 2007年9月5日 『早ね早おき朝ごはん』 〜生活あそびうた〜 KING RECORDS
- 2007年11月21日 『恐竜ダダンバ』 古代王者 恐竜キング Dキッズ・アドベンチャー より　佐藤弘道 ハピネット
- 2008年3月26日 『ひろみち&たにぞうの踊る大運動会!』  佐藤弘道・たにぞう KING RECORDS
- 2008年4月23日 『宇宙の子どもたち』 古代王者 恐竜キング Dキッズ・アドベンチャー より 佐藤弘道 ハピネット
- 2008年10月15日 『NHKおかあさんといっしょ 最新ベスト』 まんまるスマイル  ポニーキャニオン
- 2008年12月22日 『シンギン・ザ・アメリカ』  大木トオル Dreamusic
- 2009年3月25日 『ひろみち&たにぞうの運動会だよ全員集合!』  佐藤弘道・たにぞう KING RECORDS
- 2009年9月9日 『オコサマランチ!』 〜キッズ・ヒップホップ〜 たにぞう、WEEVA(faith) KING RECORDS
- 2010年1月6日 『みんなの卒園ソング』   KING RECORDS
- 2010年2月24日 『ケロポンズのゆかいなうたあそび』 ケロポンズ  KING RECORDS
- 2010年3月24日 『ひろみち＆たにぞうのワールド・ザ★運動会!』 佐藤弘道・たにぞう KING RECORDS
- 2010年4月21日 『「ミロ」ベストキッズソング』 佐藤弘道 KING RECORDS
- 2010年6月2日 『おかあさんといっしょ スペシャルステージ』 青空ワンダーランド  ポニーキャニオン
- 2010年7月7日 『てのひらのちきゅう』  新沢としひこ、たにぞう KING RECORDS
- 2010年7月7日 『うたあそび大作戦!』  藤本ともひこ KING RECORDS
- 2010年10月6日 『卒園ベストソングス』 KING RECORDS
- 2010年11月3日 『ひろみちお兄さんと楽しく体操』佐藤弘道 EMIミュージック・ジャパン
- 2010年11月10日 『キッズ・クリスマス・ヒッツ!』   KING RECORDS
- 2011年3月23日 『うたって覚えよう!』 〜九九のうた、県庁所在地  KING RECORDS
- 2011年3月23日 『ひろみち&たにぞうの運動会だよ、ドーンといってみよう!』 佐藤弘道・たにぞう KING RECORDS
- 2011年5月18日 『NHKおかあさんといっしょ スペシャルステージ』 おいでよ!夢の遊園地  ポニーキャニオン
- 2011年6月8日 『ひろみち＆たにぞうのやっぱおやこでSHOW!』 佐藤弘道・たにぞう KING RECORDS
- 2011年9月7日 『響け!ぼくらのメッセージソング』   KING RECORDS
- 2011年9月30日 『君住む街に』  山岡ゆうこ エムアイディー
- 2011年11月9日 『うたって覚えよう②』 〜九一九のうた・世界地図〜 ケロポンズ, たにぞう,クリステル・チアリ, KING RECORDS
- 2009年7月. 『たにぞうのぼくのおひさまパワー』  たにぞう チャイルド本社
- 2011年6月. 『たにぞうのあそびうた HITS on Stage』 DVD&CD BOOK BCH-184 たにぞう チャイルド本社
- 2012年2月20日『地球なんて小さいさ』 新沢としひこ 月刊CD ひかりのくに KING RECORDS
- 2012年3月19日『追いかけうた』 ケロポンズ 月刊CD ひかりのくに KING RECORDS
- 2012年3月28日 『ひろみち&たにぞうの元気がでる運動会!』 佐藤弘道・たにぞう KING RECORDS
- 2012年4月20日『ニャン田ニャン吉旅にでる』 坂田おさむ 月刊CD ひかりのくに KING RECORDS
- 2012年5月19日『波のりスイミング』 鈴木翼&福田りゅうぞう 月刊CD ひかりのくに KING RECORDS
- 2012年6月20日『うみのうんどうかい』 ロケットくれよん 月刊CD ひかりのくに KING RECORDS
- 2012年7月11日『ちょこっとあそび大作戦』 ケロポンズ＋藤本ともひこ KING RECORDS
- 2012年7月20日『どうぶつかぞく』 藤本ともひこ 月刊CD ひかりのくに KING RECORDS
- 2012年8月20日『いち・にの・さん』 佐藤弘道 月刊CD ひかりのくに KING RECORDS
- 2012年9月5日『ダンスはじめました』 鈴木翼&福田りゅうぞう KING RECORDS
- 2012年9月20日『おさるのパティシエ』 サトシン 月刊CD ひかりのくに KING RECORDS
- 2012年10月20日『ぼくは魔法使いになれるかも』 菅原英基 月刊CD ひかりのくに KING RECORDS
- 2012年11月20日『こどもたちGO!』 長谷川義史 月刊CD ひかりのくに KING RECORDS
- 2012年12月5日『ミッフィー ママとベビーダンス』 KING RECORDS
- 2012年12月20日『レッツ!スポーツ!筋肉痛!』 ミツル&りょうた 月刊CD ひかりのくに KING RECORDS
- 2013年1月19日『鳴きたい気持ち 笑いたい気持ち』 中川ひろたか 月刊CD ひかりのくに KING RECORDS
- 2013年2月2日『ソング絵本大全集』 サトシン KING RECORDS
- 2013年3月20日『THE LADY SOUL』 彩－Ahya－ AIRPLANE LABEL
- 2013年3月20日『親父のグチ日記』 なんぶなおと（南部直登） 日本コロムビア
- 2013年3月27日 『ひろみち&たにぞうの運動会デラックス!』 佐藤弘道・たにぞう KING RECORDS
- 2013年6月5日 『ロケットくれよんの100%でいこう!』 ロケットくれよん KING RECORDS
- 2013年7月10日 『ぱぱっとあそび大作戦!』ケロポンズ＋藤本ともひこ KING RECORDS
- 2013年9月4日 『うたって覚えよう!』 雑学王 ケロポンズ  KING RECORDS
- 2024年6月12日『花は誰のもの? (合唱 Ver.)』 STU48 1stアルバム「懐かしい明日」KING RECORDS

### テーマパーク
- 『北九州スペースワールド』（作・編曲）
- 『倉敷チボリ公園』（作・編曲）
- 『志摩スペイン村』（作・編曲）
- 『ワイルドブルー横浜』（作・編曲）

### イベント
- ちよだ区『たばこポイ捨て禁止条例』テーマ曲（作・編曲）
- 『EPSON ブースビッグサイト科学博覧会』（作・編曲）
- 『リスボン博覧会』『横浜博覧会』『筑波博覧会』（作・編曲）
- 『東京モーターショー テーマソング』（作・編曲）

### その他
- NHK連続テレビ小説『ちゅらさん』（マニピュレート）
- NHK『おはよう5時〜11時』（マニピュレート）
- NHKスペシャル『アフリカ』（マニピュレート）
- テレビ朝日『仮面ライダー龍騎』劇伴（マニピュレート）
- テレビ朝日『釣りバカ日誌』（マニピュレート）